# Fredrik Wilhelm Scholander
Fredrik Wilhelm Scholander (23 juin 1816 à Stockholm-9 mai 1881 à Stockholm) est un architecte suédois.

## Biographie
Il étudie à l'Académie royale suédoise des Beaux-Arts en 1831. Il s'installe à Paris en 1841, où il est l'élève pendant près de deux ans de Louis-Hippolyte Lebas (1782-1867) à l'École des beaux-arts.
Il est l'auteur de l'ancien Institut royal de technologie et de la synagogue de Stockholm.

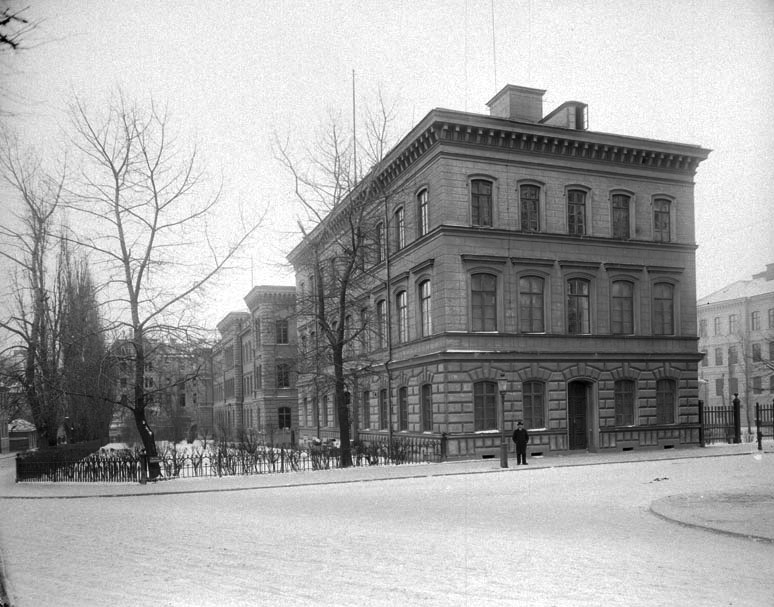
L'ancien bâtiment du KTH, Drottninggatan 95, au début du XXe siècle, occupé aujourd'hui par l'Académie royale de l'agriculture et de la sylviculture de Suède.